# 年羹尧
年羹尧（1680年3月26日—1726年1月13日），字亮工，号雙峯，汉军镶白旗人，雍正元年抬入汉军镶黄旗，籍遼東廣寧，先祖原居安徽怀远，同進士出身，清朝康熙和雍正年间重要將領，雍正帝的敦肃皇贵妃之兄。年羹尧和隆科多在拥立雍正帝即位时发挥重要作用，人称“内有隆科多，外有年羹尧”，曾平定青海叛乱，晚期未得雍正赏识，被雍正帝賜死。

## 生平

### 早期生涯
其宗族于清朝順治年間，遷移到安徽鳳陽年家崗（今年家岗站附近），後遷居盛京（今辽宁沈阳）广宁县，入汉军镶白旗。年羹堯祖父年仲隆中順治十二年進士，父親年遐龄累官至湖广巡抚（雍正元年改称湖北巡抚）。
康熙三十八年（1699年），年羹堯己卯科順天鄉試第四十二名舉人（时隶镶白旗汉军陈继范佐领下），康熙三十九年（1700年），聯捷三甲进士，改翰林院庶吉士。康熙四十二年（1703年）散館，授检讨。康熙四十四年，任四川鄉試正考官。康熙四十七年，升任翰林院侍講學士、廣東鄉試正考官。康熙四十八年（1709年），以禮部侍郎銜任內閣學士。同年，皇子胤禛晋封为雍亲王，并充任镶白旗旗主。年羹尧之妹年氏被选为雍亲王侧福晋，因此成为胤禛亲信。同年，年羹堯被抬入汉军镶黄旗并任四川巡抚。

### 征戰西藏
康熙五十六年（1717年），准噶尔策妄阿拉布坦遣其将大策凌敦多布襲擊西藏，并殺死拉藏汗。四川提督康泰率兵出黄胜关，卻發生部隊哗變。年羹堯遂派参将杨尽信抚谕士兵，并密奏康泰失去兵心，請求親自趕赴松潘协理军务，并派遣都统法喇率兵赴四川助剿叛軍。康熙五十七年（1718年），策妄阿拉布坦占领西藏，年羹堯上疏请求在打箭炉至理塘加设驿站，保证清军后勤畅通，因此受到康熙帝赏识，被任命为四川总督兼管巡抚事，办理松潘军务。康熙六十年，總督四川陝西；以兵部尚书出任陕西总督（继任者岳钟琪）。此后，年在边陲多立战功，成为拥立雍正的重要將領。
康熙五十九年，康熙帝命平逆将军延信率兵自青海入西藏，授年羹尧定西将军印，自拉里会师，并咨询年羹尧谁可以担署总督职位。年羹尧一时找不到这样的人，于是请以将军印畀护军统领噶尔弼，转移法喇军驻打箭炉，得到康熙帝批准。当时巴塘、理塘两地为云南丽江属地，云贵总督蒋陈锡平定后，请求仍隶丽江土知府木兴；年羹尧则称两地为进入西藏的重要运粮要道，应隶属于四川，康熙帝也同意。木兴却因此大怒，率兵占领，在喇皮击杀番酋巴桑，年羹尧上疏弹劾。康熙帝遂命令逮捕木兴，囚禁于云南省城。同年八月，噶尔弼、延信两军先后入西藏，大策凌敦多布败走，西藏平定。康熙帝谕令年羹尧护凯旋诸军入边。

### 征剿青海
康熙帝去世時，各方勢力鬥爭不息；雍正帝召在外掌握軍事實權的胤禵來京；而著延信前往管理，總督年羹堯協辦。年羹堯協作雍正帝登基有功，被給予重任，雍正元年三月，授太保、加三等公。同年十月，敕授為撫遠大將軍，率岳鍾琪等人征剿羅卜藏丹津，加封二等公。
雍正二年，年羹堯繼續進攻，擒拿羅卜藏丹津之母阿爾太喀屯及其妹夫克勒克濟農藏巴吉查等人，羅卜藏丹津以殘部兩百餘人遁入准部；隨後接連鎮壓多處抗爭，青海部落悉數被壓制。班師回朝時，雍正帝親自相迎，升任一等公。其子年斌襲一等精奇尼哈番（子爵）、年富襲一等阿思哈尼哈番（男爵）。
雍正二年（1724年）年羹堯奏青海善後事宜十條中提出“請嗣後定例，寺廟之房不得過二百間，喇嘛多者二百人，少者十數人，仍每年稽察二次，令首領喇嘛出具甘結存檔”等措施。該措施是因為雍正元年（1723）青海蒙古羅布藏丹津叛亂时，青海、甘南等地僧侣多有參與，“西宁各庙喇嘛多者二三千，少者五六百，遂成藏垢纳污之地”，年羹尧为稳固鎮壓成果，防止寺庙势力发展，因而提出限制寺庙僧侣人数之议。清廷当时虽曾批准此事，但实际上藏区各寺庙并未严格执行。不久，年羹尧被处死，此事更成流案。其实藏区黄教大寺实际人数多在千人以上，大大超过此规定。

### 獲罪身死
年羹尧因多有战功，且恃雍正帝眷顾，做事骄横。与总督巡抚文书中均呵斥对方姓名。入觐，令总督李维钧、巡抚范时捷跪于道路旁送迎。在抵达京师后，将驰道都清除让路。王侯大臣在郊区欢迎时，均不为还礼。在边疆时，蒙古王公拜见其必须行跪礼，甚至额驸阿宝入谒时都如此。
雍正二年十二月十一日，雍正在年羹尧的奏折上朱批：“凡人臣图功易，成功难；成功易，守功难；守功易，全功难。为君者施恩易，当恩难；当恩易，保恩难；保恩易，全恩难。若倚功造过，必至返恩为仇，此从来人情常有者。尔等功臣，一赖人主防微杜渐，不令至于危地；二在尔等相时见机，不肯蹈其险辙；三须大小臣工避嫌远疑，不送尔等至于绝路。三者缺一不可，而其枢要在尔功臣自招感也。我君臣期勉之，慎之。”警告之意非常明显。
雍正三年（1725年）二月，出現“日月合璧、五星聯珠”的祥瑞，官員都上書向雍正表示祝賀，三月，年羹堯在章奏中將成語“朝乾夕惕”寫作“夕惕朝乾”，且字跡潦草，雍正以此為由，以“年羹堯自恃己功，顯露其不敬之意，其謬誤之處斷非無心”。于该年四月将年羹尧革職，調任杭州將軍；由岳鍾琪兼任川陝總督。
同年六月，詔令褫職年羹堯兩子；并因其妄自參奏金南瑛，削太保銜。七月，再連續降為二等公、三等公，并降為閒散旗員，鄂彌達接替署杭州將軍。八月，李維鈞因與年羹堯結黨，被逮捕；年羹堯再連續降為一等子、一等男、一等輕車都尉。
年羹堯仍然心存幻想，逗留在儀徵观望不前，並指使西安府咸寧縣知縣朱炯，請求為其保留川陝總督之職，又上奏稱：“臣不敢久居陝西，亦不敢遽赴浙江，今於儀徵水陸交通之處候旨。”雍正怒斥年羹堯“遷延觀望，不知何心”。一時眾官交章劾奏，直隸總督李維鈞連奏三本，痛斥年羹堯“挾威勢而作威福，招權納賄，排異黨同，冒濫軍功，侵吞國帑，殺戮無辜，殘害良民。”同年九月，因年羹堯查拏郃陽私鹽致使無辜冤死者七百餘人，雍正帝大怒，命全部削除年羹堯在身官職，逮捕入京。雍正三年十二月（1726年1月），以九十二条大罪被赐死，其子年富處斬，餘子十五歲以上者發遣廣西、雲南、貴州充軍。羹堯父年遐齡因年事已高被赦免，羹堯妻宗室氏则發還娘家。雍正五年，赦免年羹尧诸子，交年遐龄管束。
年羹尧死後七天，其親信汪景祺因“西征随笔案”被斩首。雍正四年（1726年），年党官员俱被革职，翰林院侍講錢名世以“曲盡諂媚、頌揚奸惡”獲罪，被革去職銜，發回原籍。雍正帝親自寫下「名教罪人」懸其門。日後每月初一十五，常州知府、武进知县會到他家常州故居门前检查該牌匾是否悬挂。

## 爭議
年羹尧案為雍正八案之首，对于年羹尧缘何失宠被赐死，各史家众说纷纭。官方说法是因为年擅作威福、结党营私和贪赃枉法而获罪，雍正後有朱批：“大凡才不可恃，年羹堯乃一榜樣，終罹殺身之禍”、“年羹堯深負朕恩，擅作威福，開賄賂之門，因種種敗露，不得己執法，以為人臣負恩罔上者誡。”《清史稿》《清代七百名人傳》都認為年羹堯是恃功自傲而致被殺。但是也有人认为年的死是因为功高震主。還有學者認為與九子夺嫡有关，故杀知情者，遂有野史称其掌握了雍正篡位的秘密。亦有說法指出，雍正本無殺年羹堯之意，而是當朝清流官員們連番上摺請求杀一儆百，雍正礙於眾議不得已應允。
年羹堯平時治軍甚嚴。葛虛存《清代名人軼事》：“大將軍羹堯軍法極嚴，一言甫出，部下必奉令唯謹。嘗輿從出府，值大雪，從官之扶輿而行者，雪片鋪滿手上，幾欲墮指。將軍憐之，下令曰:‘去手！’蓋欲免其僵凍也。從官未會其意，竟各出佩刀，自斷其手，血涔涔遍雪地。將軍雖悔出言之誤，顧已無可補救。其軍令之嚴峻，有如此者。”
高陽在《清朝的皇帝》說：“細細考查，此人（年羹堯）並沒有什麼了不起的才具；否則亦不至於連清雍正帝那些令人肉麻的迷湯都分辨不出來，被灌得如中酒一般，沉醉不醒，自速其死。因此，在康熙年间，所受天语褒赞，无非雍亲王故意替他说好话的结果。”
清史學者冯尔康在他的著作《雍正传》中认为年羹尧获罪主要有三个原因：第一，年羹尧擅作威福，引起雍正的不满和疑惧；第二，年羹尧结成朋党，危害政治清明；第三，年羹尧贪取财富，让力图整治财政和吏治的雍正无法容忍。冯尔康同时也否定了年羹尧、隆科多因他们掌握了雍正“篡位”秘密而被“灭口”的说法，并认为年羹尧、隆科多的倒台是“结党图利，身败名裂也是咎由自取”。
萧奭《永宪录》：年羹尧与静一道人、占象人邹鲁都曾商谈过做皇帝的事。陈捷先在《年羹尧死因探微》一文认为“羹尧妄想做皇帝，最难令人君忍受，所以难逃一死”。而《清代轶闻》一书则记载了羹尧失宠被夺兵权后，“当时其幕客有劝其叛者，年默然久之，夜观天象，浩然长叹曰：不谐矣。始改就臣节。”

## 家庭
- 祖父年仲隆，順治十二年（1655年）乙未科进士。
- 父年遐齡（1643-1727），曾任筆帖式、兵部主事、刑部郎中、河南道御史、工部侍郎、湖廣巡撫；一等公、太傅。
- 兄：
  - 年希尧（1671—1738），曾任工部侍郎、内务府总管大臣、景德镇御窑厂监造。其孙年王臣（字汝邻、寄涛、瘦生，自号不朽居士、采玉山人），善画，客居扬州（载《扬州画舫录》、《墨林今话》、《八旗画录》）。
  - 年法尧
  - 年则尧
  - 年述尧，雍正元年杭州府仁和县知县（载乾隆版《杭州府志》）。
- 妹：
  - 年氏，嫁镶白旗汉军胡凤翚。胡凤翚时任苏州织造，后夫妻双双自杀于寓所。
  - 敦肅皇貴妃年氏，胤禛的側福晋，雍正即位後封為貴妃，之後進封為皇貴妃。
  - 年氏。
  - 年氏。
- 妻
  - 正室：納蘭性德的女兒，納蘭明珠的孫女，葉赫那拉氏，婚后不久便去世。
  - 繼室：镶红旗宗室奉恩輔國公素嚴（蘇燕、蘇嚴）之女（即英親王阿濟格孫輔國公綽克都之孙女，愛新覺羅氏），陪伴年羹堯一生的主要妻子，雍正元年封縣君，羹堯賜死後發還娘家宗室。素嚴之胞兄、頭等侍衛宗室瑚圖禮（宗室敦誠之祖父），普照 (清朝宗室)。年羹堯繼室堂弟輔國公九如爲镶黄旗汉军李侍堯弟李奉堯岳父，而李侍堯李奉堯的祖母那拉氏正是明珠之女，即年羹堯正室那拉氏家。
- 子女
  - 年熙（生母為葉赫那拉氏）
  - 年富
  - 年斌
  - 年氏：联姻曲阜孔氏家族，未果。
- 外甥
  - 皇四女，未命名（1715年—1717年），康熙五十四年三月十二生，五十六年五月殇。
  - 福宜：（1720年-1721年）雍正第七子。生于康熙五十九年五月，母敦肃皇贵妃年氏，六十年正月卒。
  - 福惠：（1721年-1728年）雍正第八子。生于康熙六十年十月，母敦肃皇贵妃年氏。雍正六年九月初九卒，十三年追赠和硕亲王，谥“怀”。
  - 福沛：（1723年）雍正第九子。生于雍正元年五月初十，母敦肃皇贵妃年氏，出生之日卒。

## 影视形象
| 年份   | 影视名称                        | 演员   | 备注                     |
| ------ | ------------------------------- | ------ | ------------------------ |
| 1977   | 《江南八大侠》                  | 羅烈   |                          |
| 1980年 | 《大內群英》                    | 杨泽霖 |                          |
| 1983年 | 《清宫启示录》                  | 白彪   |                          |
| 1984年 | 《呂四娘》                      | 鮑方   |                          |
| 1984年 | 楊麗花歌仔戲《年羹尧新傳》      | 楊麗花 |                          |
| 1988年 | 《滿清十三皇朝》                | 凌文海 |                          |
| 1995年 | 《九王奪位》                    | 徐錦江 |                          |
| 1996年 | 《大刺客》                      | 艾威   |                          |
| 1996年 | 《乾隆大帝》                    | 徐忠信 |                          |
| 1997年 | 《江湖奇侠传》                  | 黄海冰 |                          |
| 1998年 | 《雍正大帝》                    | 张佩华 |                          |
| 1999年 | 《雍正王朝》                    | 杜志国 |                          |
| 2000年 | 《李卫当官》                    | 杜志国 |                          |
| 2004年 | 《李衛當官2》                   | 杜志国 |                          |
| 2003年 | 《刺虎》 （又名《年羹尧秘史》） | 吕良伟 |                          |
| 2010年 | 《宫锁心玉》                    | 李沁东 |                          |
| 2010年 | 《宫锁心玉》                    | 王翔弘 | 飾演冒名為年羹堯的顧小春 |
| 2011年 | 《步步惊心》                    | 邢瀚卿 |                          |
| 2011年 | 《后宫甄嬛传》                  | 孙宁   |                          |
| 2014年 | 《食为奴》                      | 欧瑞伟 |                          |

## 延伸阅读
[在维基数据编辑]
 《清史稿·卷295》，出自趙爾巽《清史稿》
 在维基共享资源阅览影像

### 引用
1. ↑  《順治十二年乙未科會試三百八十五名進士三代履歷便覽》
2. ↑  《康熙三十九年庚辰科會試三百名進士三代履歷便覽》
3. ↑  廣清碑傳集，6冊，388-390
4. ↑  民国·趙爾巽等，《清史稿》（卷295）：“父遐龄，自笔帖式授兵部主事，再迁刑部郎中。康熙二十二年，授河南道御史。四迁工部侍郎，出为湖广巡抚。湖北武昌等七府岁徵匠役班价银千馀，户绝额缺，为官民累。遐龄请归地丁徵收，下部议，从之。疏劾黄梅知县李锦亏赋，夺官。锦清廉得民，民争完逋赋，诸生吴士光等聚众闭城留锦。事闻，上命调锦直隶，士光等发奉天，遐龄与总督郭琇俱降级留任。四十三年，遐龄以病乞休。”
5. 1 2 3 4 5 6  清國史 ,6冊 ,147-155
6. ↑  聖祖仁皇帝實錄 ,212卷
7. ↑  清秘述聞三種 ,上冊4卷 ,101
8. ↑  聖祖仁皇帝實錄 ,236卷
9. ↑  民国·趙爾巽等，《清史稿》（卷295）：羹尧，康熙三十九年进士，改庶吉士，授检讨。迭充四川、广东乡试考官，累迁内阁学士。四十八年，擢四川巡抚。四十九年，斡伟生番罗都等掠宁番卫，戕游击周玉麟。上命羹尧与提督岳升龙剿抚。升龙率兵讨之，擒罗都，羹尧至平番卫，闻罗都已擒，引还。川陕总督音泰疏劾，部议当夺官，上命留任。五十六年，越巂卫属番与普雄土千户那交等为乱，羹尧遣游击张玉剿平之。是岁，策妄阿喇布坦遣其将策凌敦多卜袭西藏，戕拉藏汗。四川提督康泰率兵出黄胜关，兵哗，引还。羹尧遣参将杨尽信抚谕之，密奏泰失兵心，不可用，请亲赴松潘协理军务。上嘉其实心任事，遣都统法喇率兵赴四川助剿。
10. ↑  中華民國·國史館清史組《新清史·本紀·聖祖本紀》（9卷）：（康熙四十八年九月）……甲申，帝回鑾，發熱河。以年羹堯巡撫四川。
11. ↑  民国·趙爾巽等，《清史稿》（卷295）：十六年，越巂卫属番与普雄土千户那交等为乱，羹尧遣游击张玉剿平之。是岁，策妄阿喇布坦遣其将策凌敦多卜袭西藏，戕拉藏汗。四川提督康泰率兵出黄胜关，兵哗，引还。羹尧遣参将杨尽信抚谕之，密奏泰失兵心，不可用，请亲赴松潘协理军务。上嘉其实心任事，遣都统法喇率兵赴四川助剿。
12. ↑  中華民國·國史館清史組《新清史·本紀·聖祖本紀》（9卷）：（康熙五十七年十月）……甲子，以年羹堯為四川總督，仍任巡撫事。
13. ↑  民国·趙爾巽等，《清史稿》（卷295）：五十七年，羹尧令护军统领温普进驻里塘，增设打箭炉至里塘驿站，寻请增设四川驻防兵，皆允之。上嘉羹尧治事明敏，巡抚无督兵责，特授四川总督，兼管巡抚事。五十八年，羹尧以敌情叵测，请赴藏为备。廷议以松潘诸路军事重要，令羹尧毋率兵出边，檄法喇进师。法喇率副将岳锺琪抚定里塘、巴塘。羹尧亦遣知府迟维德招降乍丫、察木多、察哇诸番目，因请召法喇师还，从之。
14. ↑  载乾隆版《甘肃通志：职官》卷28。中華民國·國史館清史組《新清史·本紀·聖祖本紀》（9卷）：（康熙六十年五月）……乙酉，以年羹堯總督四川陝西，色爾圖署四川巡撫。
15. ↑  载《陕西通志：文职》。
16. ↑  余沐，《正說清朝十二臣·年羹堯》：《兒女英雄傳》所寫「紀縣唐」實指年羹堯，說他是經略七省的大將軍，“他那裡雄兵十萬，甲士千員，猛將如雲，謀臣似雨”。
17. ↑  民国·趙爾巽等，《清史稿》（卷295）：五十九年，上命平逆将军延信率兵自青海入西藏，授羹尧定西将军印，自拉里会师，并谘羹尧孰可署总督者。羹尧言一时不得其人，请以将军印畀护军统领噶尔弼，而移法喇军驻打箭炉，上用其议。巴塘、里塘本云南丽江土府属地，既抚定，云贵总督蒋陈锡请仍隶丽江土知府木兴；羹尧言二地为入藏运粮要路，宜属四川，从之。兴率兵往收地，至喇皮，击杀番酋巴桑，羹尧疏劾。上命逮兴，囚云南省城。八月，噶尔弼、延信两军先后入西藏，策凌敦多卜败走，西藏平。上谕羹尧护凯旋诸军入边，召法喇还京师。
18. ↑  中華民國·國史館清史組《新清史·本紀·世宗本紀》（10卷）：聖祖崩。恭奉大行皇帝還大內，安於乾清宮。乙未，命貝勒允禟、皇十三弟允祥、大學士馬齊、尚書隆科多總理事務。召撫遠大將軍胤禛來京。大將軍事務，著公延信前往管理，總督年羹堯協辦。丁酉，頒大行皇帝遺詔。修景山壽皇殿。
19. ↑  中華民國·國史館清史組《新清史·本紀·世宗本紀》（10卷）：三月甲申，撤西藏駐防官兵，設戍於叉木多。加隆科多、馬齊、年羹堯太保。乙酉，命督撫慎擇幕僚，勤謹者疏薦議敘。戊子，追封皇后之父費揚古為一等公，其子孫襲封一等侯。封年羹堯為三等公。
20. ↑  中華民國·國史館清史組《新清史·本紀·世宗本紀》（10卷）：冬十月丁未朔，享太廟。聖祖仁皇帝御製律曆淵源鏤板成。戊申，敕授年羹尧为抚远大将军，率师征剿罗卜藏丹津。改延信為平逆將軍。以翰林院侍讀學士綽爾岱辦理北路軍營糧餉。庚戌，諭兵部清理驛站。甲寅，命八旗病廢兵丁無子弟可倚者，給半分錢糧，終其身。敘平郭羅克功，封年羹堯為二等公，賜岳鍾琪世職，弁兵賞賚有差。
21. ↑  中華民國·國史館清史組《新清史·本紀·世宗本紀》（10卷）：雍正二年三月乙亥朔，帝詣太學釋奠，御彝倫堂，命講大學、尚書，廣太學鄉試中額。丁丑，祭歷代帝王廟。己卯，以常在署正白旗滿洲都統，張致署鑲藍旗漢軍都統。封科爾沁協理旗務台吉烏爾呼滿爾、和托輝特台吉沙克札，俱為輔國公。庚辰，帝謁陵。癸未，年羹堯奏，岳鍾琪率師直抵賊巢，分兵追勦，擒羅卜藏丹津之母阿爾太喀屯及其妹夫克勒克濟農藏巴吉查等，羅卜藏丹津以二百人遁；遂進師至烏蘭白克，擒吹拉克諾木齊、札錫敦多卜，並助亂之八台吉等。前後俘獲人畜無算，青海部落悉平。甲申，以平定青海，封年羹堯為一等公，加一子爵，岳鍾琪為三等公，發帑金二十萬犒軍。
22. ↑  《清史稿》（卷295）：羹尧才气凌厉，恃上眷遇，师出屡有功，骄纵。行文诸督抚，书官斥姓名。请发侍卫从军，使为前后导引，执鞭坠镫。入觐，令总督李维钧、巡抚范时捷跪道送迎。至京师，行绝驰道。王大臣郊迎，不为礼。在边，蒙古诸王公见必跪，额驸阿宝入谒亦如之。
23. ↑  人民网. . 中文YAHOO.   [2013-07-02].[永久]
24. ↑  《清世宗實錄．卷卅》馮爾康《雍正傳》p.111、金恒源《雍正稱帝與其對手》p.99
25. ↑  中華民國·國史館清史組《新清史·本紀·世宗本紀》（10卷）：雍正三年三月……辛酉，年羹堯表賀日月合璧，五星聯珠，將「朝乾夕惕」寫作「夕惕朝乾」。詔切責之，曰：「年羹堯非粗心者，是直不以朝乾夕惕許朕耳。則年羹堯青海之功，亦在朕許與不許之間，未可知也。顯係不敬，其明白迴奏。」甲子，以趙坤署四川提督。
26. ↑  中華民國·國史館清史組《新清史·本紀·世宗本紀》（10卷）：雍正三年四月……己卯，調年羹堯為杭州將軍，以岳鍾琪為川陝總督。
27. ↑  中華民國·國史館清史組《新清史·本紀·世宗本紀》（10卷）：雍正三年六月……癸酉，詔年羹堯之子年富、年興，隆科多之子玉柱俱褫職。……甲午，以年羹堯妄參金南瑛，削太保銜。
28. ↑  中華民國·國史館清史組《新清史·本紀·世宗本紀》（10卷）：雍正三年七月……乙卯，降年羹堯為二等公。……庚申，降年羹堯為三等公。……壬戌，降年羹堯為閒散旗員。以鄂彌達署杭州將軍。
29. ↑  中華民國·國史館清史組《新清史·本紀·世宗本紀》（10卷）：雍正三年八月丙寅朔，以福敏署浙江巡撫。戊辰，祭大社、大稷。命截留漕糧二十萬石，貯天津新倉。己巳，以雍吉納為鑲紅旗蒙古都統。辛未，李維鈞以黨年羹堯，逮鞫。……乙亥，降年羹堯世職為一等子。……己丑，降年羹堯為一等男。……辛卯，……降年羹堯為一等輕車都尉。
30. ↑  中華民國·國史館清史組《新清史·本紀·世宗本紀》（10卷）：雍正三年九月……己酉，以年羹堯查拏郃陽私鹽，致無辜死者七百餘人，命督撫加意撫綏，其應徵錢糧，盡行豁免。……丙辰，……盡削年羹堯在身官職，械繫入京。
31. ↑  中華民國·國史館清史組《新清史·本紀·世宗本紀》（10卷）：雍正三年十二月……甲戌，廷臣議上年羹堯罪九十二款，得旨：「年羹堯賜死，其子年富立斬，餘子充軍，免其父兄緣坐。」
32. ↑  《清史稿》（卷295）：十二月，逮至京师，下议政大臣、三法司、九卿会鞫。是月甲戌，具狱辞：羹尧大逆之罪五，欺罔之罪九，僭越之罪十六，狂悖之罪十三，专擅之罪六，忌刻之罪六，残忍之罪四，贪黩之罪十八，侵蚀之罪十五，凡九十二款，当大辟，亲属缘坐。上谕曰：“羹尧谋逆虽实，而事迹未著，朕念青海之功，不忍加极刑。”遣领侍卫内大臣马尔赛、步军统领阿齐图赍诏谕羹尧狱中令自裁。遐龄及羹尧兄希尧夺官，免其罪；斩其子富；诸子年十五以上皆戍极边。羹尧幕客邹鲁、汪景祺先后皆坐斩，亲属给披甲为奴。又有静一道人者，四川巡抚宪德捕送京师，亦诛死。五年，赦羹尧诸子，交遐龄管束。遐龄旋卒，还原职，赐祭。
33. ↑  《清史稿·世宗本紀》雍正四年：三月壬戌，侍講錢名世投詩年羹堯事發，革去職銜。上親書‘名教罪人’四字懸其門，並令文臣作為文詩刺惡之。
34. ↑  孟森的《清代史》、王钟翰的《清世宗夺嫡考实》（《燕京学报》36期，1946年6月）
35. ↑  冯尔康. . 中国: 上海三联书店. 1999年: P125–127. ISBN 9787010004839 （中文）.
36. ↑  冯尔康. . 中国: 上海三联书店. 1999年: P137. ISBN 9787010004839 （中文）.